# RINNE
『RINNE』（輪廻、りんね）とは、2005年6月30日にソフトバンクBBが発売したPC用アクションロールプレイングゲームである。開発は日本ファルコム。

## 概要
(おそらく商標権の都合上から「Relics」の名前では販売できなかったゆえの)サブタイトルのみ表記でのレリクスシリーズ作品。システムや画面構成、真のエンディングを含む数多くのマルチエンディングなどはボーステックのCD-ROMゲームの新解釈『レリクスシリーズ』と同様であり、DVD-ROMに拡張した同シリーズの続編にあたる。
開発コード「Relics4」がナンバリングシリーズタイトル。シリーズである理由としては「ボディースナッチ」「レリクスポイント」などの用語や、「HEAVEN」「HELL」ほか、登場する種族、もちろん主人公やヒロインを含め物語を語る上でのほかの主要キャラ達にもこれまでのレリクスシリーズに関係する言葉が数多く使われており、物語自体が時間軸上のちにあたることから、これまでのシリーズの「謎」の解答として準じていることが挙げられる。また、あるシーンでは、そのものズバリ「Bothtec」の文字が表示されたり、パスワードの数字に昔のボーステックの代表電話番号が使われるなどのほか、ゲストキャラで登場するウサギのジップ、チマチマなどは、ボーステックが昔に発売していた『トップルジップ』『妖怪探偵ちまちま』をもじった可能性が高い。作中には日本ファルコムが開発・販売しているゲーム「ザナドゥ1-2」「ブランディッシュ1-2-3」のキャラクターも登場しており、ゲームミュージックも「ザナドゥ1-2」でおなじみの曲から、「RINNE」から「ザナドゥネクスト」へ流用された曲、「英雄伝説 空の軌跡FC」未使用曲などまで使われており、至ってはレリクス恒例のおまけショートシナリオではブランディッシュのメインキャラであるドーラシナリオ(エンディングもあり)まで存在する(後述)。日本ファルコムとボーステックのコラボレーション作品ともいえる。
しかし、ボーステック倒産直後の発売で公式サイトは存在せず、開発だけの日本ファルコムの公式サイトには「RINNE」の名前は当然無い。
なお、RINNEは単体発売と同日に、「イース -フェルガナの誓い-」とのセットパッケージでも販売された。

## イントロダクション
人類が地球を離れ、とある星に移住した遠い未来…その星には、機械生命体「HEAVEN」、究極の肉体を目指し、独自の進化を遂げる「HELL」が存在した。…長い闘争の果てに、HEAVEN、HELLの両種族は滅亡し、人類「MARX」が残った。MARXは更なる繁栄を続けていくが、ある日発見された遺跡から、HEAVENとHELLの優れた文明の遺産を発見する。MARXは巨大コンピュータに両種族の知識、情報、DNA情報を入力、仮想世界を構築した。仮想世界の探査役として選ばれたのは、HELLの因子を持つ実験体「ヴァルキリー」。…ヴァルキリーはカプセルの中で、目覚めの時を待っている…。

## システム
プレイヤーは主人公「ヴァルキリー」を操作し、物語を進めていく。操作はマウスオペレーションで、左クリックで攻撃（タイミングよくボタンを連打する事で、連続攻撃も可能）、右ボタン（もしくは右ボタンと特定キー）で特殊攻撃（スペシャルアタック）を使用可能。本作では、メニュー画面内のチュートリアルムービーで、操作方法を学ぶ事が出来る（製品に操作方法等の書かれたマニュアルは付属していない）。
前作までと同じく、ヴァルキリーは倒した相手の肉体に乗り移る「ボディースナッチ」という能力を持っているが、本作ではボディースナッチに加え、二つの特殊能力を持っている。そのうちの一つ「トランスフォーム」は、一度でも乗り移ったボディの情報により、ヴァルキリーのボディを変形させ、変身する能力である。キャラクターにはそれぞれ、特殊攻撃や特殊能力が設定され、トランスフォームして経験を積み、一定の経験値を得る事で、順次能力が使用可能になる。
ボディースナッチでは、乗り移った相手のボディの能力を最初から全て使う事が出来るが、トランスフォームでは戦闘経験を積まないとボディの能力を引き出す事が出来ない。ただし、変身したボディで戦闘経験を積む事でレベルが上がり、上位ランクのボディへのトランスフォームが可能になる。
ヴァルキリーのHPがゼロになるとゲームオーバーとなる。ただし、ボディースナッチしている場合、借りている肉体が破壊されるのみの為、精神体に戻るだけで済む。ただし、精神体で活動出来る時間は限られている為、制限時間内に別のボディに入らないと精神体が消滅してしまい、ゲームオーバーとなってしまう。
前々作「RELICS -The recur of "ORIGIN"」と同じく、マルチエンディングを採用している。が、同作のように「リプレイメニュー」は装備されていない。ただし、最大セーブ数が100あるので、活用すると良いだろう。

## キャラクター
種族については「RELICS -The recur of "ORIGIN"」の項を参照のこと。

### 主要人物
ヴァルキリー
本作の主人公で、紋様の刻まれた蒼いアーマーに身を包んでいる。MARXの巨大コンピュータ内に構築された仮想世界の探査役として、HELL族の因子を使って生み出された。ビームサーベルのような剣を使った攻撃を用い、最大三段攻撃が可能。また、傷を癒す能力、広範囲に氷の塊を放って攻撃する能力が付与されている。攻撃力は乏しいが、防御力は高い。彼はその内に、HELL「大帝」の因子を内に秘めており、その因子が目覚めると、強力な存在「フォボス」となってしまう。彼はイリアンと同じくクローン生命体であり、寿命は数年と短い。
イリアン
浮上した遺跡（レリクス・ポイントと呼称されている）内に居住するMARXの少女で、心優しい性格。子供達「チャイルド」に実の姉のように慕われている。実験から逃亡したヴァルキリーを助けるが、その際に受けた傷を治療してもらう代償として、ヴァルキリーは仮想世界探査任務を請け負う事になる。実は彼女は、黒衣の剣士（ナスターカル）と、MARXの少女・リリィ（故人）との娘の因子を持つクローン生命体である。さらには、HEAVEN族の因子を持ち、HELLの「大帝」に匹敵する存在「パルヴァティ」を内に秘めている。

### その他
黒衣の剣士
HELL族の戦士「NASTERCAL（ナスターカル）」の情報を持つ、クローン生命体。既にこの世を去ったMARXの少女「リリィ」との娘の因子を持つイリアンを気にかけているが、クローン生命体であるが故に、その命は短い。最期はヴァルキリーにイリアンを託し、消滅してしまった。
カレン
前作『RELICS -The 2nd BIRTH-』に登場した、元MARXのHELL生物。仮想世界のとある場所に、ひっそりと隠れ棲んでいる。同じくHELL生物として生まれ変わった、上官にして恋人であったランディを失い（理由は不明）、その悲しみ故に自暴自棄となっていたが、カレンと共に居た兎達によって、かろうじて後を追う事を思い留まっていた。
アレス
日本ファルコムのゲーム『ブランディッシュ』の主人公で、とあるきっかけによって、ドーラ・ドロンと共に仮想世界に迷い込んでしまった。さらに、迷い込んでしまった拍子に、ドラゴン「ガルシス（同じく日本ファルコムのゲーム『ザナドゥ』のラスボス）」の中に精神を囚われてしまった。ヴァルキリーとドーラによってガルシスが倒された後、肉体を借りていたヴァルキリーに肉体を返還され、元の世界に帰還する。ちなみに、現実世界にはアレスのコスプレをしたMARX兵士がいる。
ドーラ・ドロン
アレスと同じく、『ブランディッシュ』の世界より仮想世界に迷い込んだ女魔道士で、露出度の高い衣装とマントを身にまとっている。アレスを師匠の敵と狙ってはいるものの、言葉の端々からアレスに好意を持っているらしいことがうかがえる。アレス（の肉体を借りているヴァルキリー）と共にガルシスを倒し、（ヴァルキリーから肉体を返還された）アレスと共に、元の世界に帰還した。ちなみに、現実世界にはドーラのコスプレをしたMARX兵士がいる。